# 沙氏下鱵
沙氏下鱵 为鱵科下鱵鱼属的鱼类，又名日本下鱵魚、沙氏下鱵魚、水針魚，俗稱：大棒、针鱼、水针、变鱼、水鲇、单针鱼，特色为其眶前管（preorbital canal）前支向前弯曲约为90°，下颌短于头部长度。
沙氏下鱵分布于朝鲜釜山、日本长崎、九州以及渤海、黄海、东海及台湾、沿渤海湾经海河可达白洋淀、沿长江可达南京、武昌等海域，常见于浅海近岸。该物种的模式产地在长崎。